# Discografia de Maria Rita
A discografia de Maria  Rita compreende em 6 álbuns de estúdio, 3 álbuns ao vivo, uma coletânea e 5 álbuns de vídeo.

## Álbuns

### Álbuns de estúdio
| Álbum                                                                                  | Detalhes                                                                                     | Melhores posições | Melhores posições | Melhores posições | Melhores posições | Vendas                      | Certificações  |
| Álbum                                                                                  | Detalhes                                                                                     | BRA               | EUA World         | FIN               | POR               | Vendas                      | Certificações  |
| -------------------------------------------------------------------------------------- | -------------------------------------------------------------------------------------------- | ----------------- | ----------------- | ----------------- | ----------------- | --------------------------- | -------------- |
| Maria Rita                                                                             | - Lançamento: 9 de setembro de 2003 - Formatos: CD, CD/DVD, LP, DD - Gravadora: Warner Music | 5                 | 3                 | 20                | 1                 | - : 1.500.000 - : 1.000.000 | - : 3× Platina |
| Segundo                                                                                | - Lançamento: 9 de setembro de 2005 - Formatos: CD, CD/DVD, DVD, DD - Gravadora: Warner      | 5                 | —                 | —                 | 5                 | - : 350.000                 | - : 2× Platina |
| Samba Meu                                                                              | - Lançamento: 9 de setembro de 2007 - Formatos: CD, DD - Gravadora: Warner                   | 10                | —                 | —                 | —                 | - : 300.000                 | - : Platina    |
| Elo                                                                                    | - Lançamento: 22 de setembro de 2011 - Formatos: CD, LP, DD - Gravadora: Warner              | 9                 | 10                | —                 | —                 | - : 100.000                 | - : Platina    |
| Coração a Batucar                                                                      | - Lançamento: 11 de abril de 2014 - Formatos: CD, DD - Gravadora: Universal Music            | 1                 | —                 | —                 | —                 | - : 120.000                 | - : Platina    |
| Amor e Música                                                                          | - Lançamento: 26 de janeiro de 2018 - Formatos: CD, DD - Gravadora: Universal Music          | —                 | —                 | —                 | —                 |                             |                |
| "—" denota álbuns que não entraram nas paradas musicais ou não foram lançados no país. |                                                                                              |                   |                   |                   |                   |                             |                |

### Álbuns ao vivo
| Redescobrir                                                                            | - Lançamento: 6 de novembro de 2012 - Formatos: CD, DD - Gravadora: Universal | 9 | 30 | - : 150.000(dados de 2013) | - : Platina |
| O Samba em Mim - Ao Vivo na Lapa                                                       | - Lançamento: 24 de junho de 2016 - Formatos: CD, DD - Gravadora: Universal   | — | —  | - : 30.000 (dados de 2016) |             |
| Samba da Maria                                                                         | - Lançamento: 17 de fevereiro de 2023 - Formatos: DD - Gravadora: Som Livre   | — | —  | —                          |             |
| "—" denota álbuns que não entraram nas paradas musicais ou não foram lançados no país. |                                                                               |   |    |                            |             |

### Álbuns de vídeo
| Maria Rita                                                                             | - Lançamento: 2003 - Formatos: DVD - Gravadora: Warner                      | 2  | - : 180.000 (dados de 2004)             | - : Diamante |
| Segundo: Ao Vivo                                                                       | - Lançamento: 2006 - Formatos: DVD, DVD/CD - Gravadora: Warner              | 15 | - : 50.000 (dados de 2006)              | - : Platina  |
| Samba Meu: Ao Vivo                                                                     | - Lançamento: 2008 - Formatos: DVD - Gravadora: Warner                      | —  | - : 60.000 (dados de 2008)              | - : Platina  |
| Redescobrir                                                                            | - Lançamento: 6 de novembro de 2012 - Formatos: DVD - Gravadora: Universal  | 13 | - : 50.000 (dados de 2013)              | - : Platina  |
| Coração a Batucar - Edição Especial                                                    | - Lançamento: 17 de março de 2015 - Formatos: CD+DVD - Gravadora: Universal | 3  | - : 50.000 (dados de 2015 - CD digital) | - : Ouro     |
| O Samba em Mim - Ao Vivo na Lapa                                                       | - Lançamento: 24 de julho de 2016 - Formatos: DVD - Gravadora: Universal    | —  | - : 30.000 (dados de 2016)              |              |
| "—" denota álbuns que não entraram nas paradas musicais ou não foram lançados no país. |                                                                             |    |                                         |              |

### Coletâneas
| Álbum  | Detalhes                                                 | Melhores posições | Vendas                     |
| Álbum  | Detalhes                                                 | BRA               | Vendas                     |
| ------ | -------------------------------------------------------- | ----------------- | -------------------------- |
| Perfil | - Lançamento: 2009 - Formatos: CD - Gravadora: Som Livre | 17                | - : 40.000 (dados de 2009) |

## Singles
| Título                                | Ano  | Álbum                            |
| ------------------------------------- | ---- | -------------------------------- |
| "A Festa"                             | 2003 | Maria Rita                       |
| "Cara Valente"                        | 2003 | Maria Rita                       |
| "Encontros E Despedidas"              | 2004 | Maria Rita                       |
| "Caminho das Águas"                   | 2005 | Segundo                          |
| "Minha Alma (A Paz Que Eu Não Quero)" | 2005 | Segundo                          |
| "Conta Outra"                         | 2005 | Segundo                          |
| "Tá Perdoado"                         | 2007 | Samba Meu                        |
| "O Homem Falou"                       | 2008 | Samba Meu                        |
| "Coração em Desalino"                 | 2011 | Elo                              |
| "Pra Matar Meu Coração"               | 2011 | Elo                              |
| "Me Deixas Louca"                     | 2012 | Redescobrir                      |
| "Rumo ao Infinito"                    | 2014 | Coração A Batucar                |
| "É Corpo, É Alma, É Religião"         | 2015 | Coração A Batucar                |
| "Bola Pra Frente"                     | 2016 | O Samba Em Mim - Ao Vivo Na Lapa |
| "Amor e Música"                       | 2018 | Amor e Música                    |
| "Reza"                                | 2018 | Amor e Música                    |

## Outras aparições
| Discos | Discos                            | Discos                         | Discos                          |
| Ano    | Álbum                             | Artista                        | Música                          |
| ------ | --------------------------------- | ------------------------------ | ------------------------------- |
| 2002   | Meia Noite, Meio Dia              | Chico Pinheiro                 | "Desde O Primeiro Dia"          |
| 2002   | Meia Noite, Meio Dia              | Chico Pinheiro                 | "Popó"                          |
| 2002   | Meia Noite, Meio Dia              | Chico Pinheiro                 | "De Frente"                     |
| 2002   | Pietá                             | Milton Nascimento              | "Voa, Bicho"                    |
| 2002   | Pietá                             | Milton Nascimento              | "Tristesse"                     |
| 2002   | Pietá                             | Milton Nascimento              | "Vozes do Vento"                |
| 2005   | Acústico MTV - O Rappa            | O Rappa                        | "Rodo Cotidiano"                |
| 2006   | Forró pr'as Crianças              | Zé Renato                      | "Sina de Cigarra"               |
| 2006   | 12 Segundos de Oscuridad          | Jorge Drexler                  | "Soledad"                       |
| 2007   | 100 Anos De Frevo                 | —                              | "Valores Do Passado"            |
| 2007   | Outro Rio                         | Ricardo Silveira               | "A Medida Do Meu Coração"       |
| 2007   | Sambista Perfeito                 | Arlindo Cruz                   | "O Que É O Amor"                |
| 2008   | Aula De Samba                     | —                              | "Heróis Da Liberdade"           |
| 2008   | Cartão Postal Bomba!              | GOG                            | "Brasil Com P"                  |
| 2009   | Piquenique                        | Ed Motta                       | "A Turma Da Pilantragem"        |
| 2009   | Nego                              | Carlos Rennó                   | "Inquieta, Tonta E Encantada"   |
| 2009   | BandaDois                         | Gilberto Gil                   | "Amor Até O Fim"                |
| 2009   | O Baile Do Simonal                | Wilson Simonal                 | "Que Maravilha"                 |
| 2010   | Entre Los Que Queiran             | Calle 13                       | "Latinoamerica"                 |
| 2012   | Nossa Onda É Essa!                | Bossacucanova                  | "Deixe A Menina"                |
| 2012   | Rock In Rio Lisboa - Palco Sunset | —                              | "Porto Sentido", com Rui Veloso |
| 2013   | Carnavalança                      | Mart'nália                     | "Máscara Negra"                 |
| 2013   | Carnavalança                      | Mart'nália                     | "Bandeira Branca"               |
| 2014   | Sambabook - Zeca Pagodinho        | Zeca Pagodinho                 | "Alto Lá"                       |
| 2014   | Sambabook - Zeca Pagodinho        | Zeca Pagodinho                 | "Camarão Que Dorme A Onda Leva" |
| 2014   | Herança Popular                   | Arlindo Cruz                   | "Paixão E Prazer"               |
| 2015   | Presente                          | Gonzaguinha                    | "Grito De Alerta"               |
| 2015   | Na Veia                           | Arlindo Cruz e Rogê            | "Maltratar Não É Direito"       |
| 2015   | Na Veia                           | Arlindo Cruz e Rogê            | "Coração Em Desalinho"          |
| 2016   | #VamoQVamo                        | Thiaguinho                     | "Desliga Você"                  |
| 2016   | Sambabook - Jorge Aragão          | Jorge Aragão                   | "Do Fundo Do Nosso Quintal"     |
| 2016   | 7                                 | Casuarina                      | "Eu Já Posso Me Chamar Saudade" |
|        | Roda de Samba                     | Cerimonia Paralimpica Rio 2016 | "Roda de Samba"                 |
| DVD's  |                                   |                                |                                 |
| Ano    | DVD                               | Artista                        | Música                          |
| 2006   | Acústico MTV - O Rappa            | O Rappa                        | "Rodo Cotidiano"                |
| 2006   | Acústico MTV - O Rappa            | O Rappa                        | "O Que Sobrou Do Céu"           |
| 2008   | Cartão Postal Bomba!              | GOG                            | "Brasil Com P"                  |
| 2009   | BandaDois                         | Gilberto Gil                   | "Amor Até O Fim"                |
| 2009   | Quando O Céu Clarear              | Fabiana Cozza                  | "Trajetória"                    |
| 2009   | Quando O Céu Clarear              | Fabiana Cozza                  | "Malandro Que Sou"              |
| 2009   | O Baile Do Simonal                | Wilson Simonal                 | "Que Maravilha"                 |
| 2010   | Hebe, Mulher E Amigos             | Hebe Camargo                   | "Foi Assim"                     |
| 2010   | Hebe, Mulher E Amigos             | Hebe Camargo                   | "O Que É, O Que É"              |
| 2014   | Sambabook - Zeca Pagodinho        | Zeca Pagodinho                 | "Alto Lá"                       |
| 2016   | #VamoQVamo                        | Thiaguinho                     | "Desliga Você"                  |
| 2016   | Velha Guarda da Portela: Ao Vivo  | Velha Guarda da Portela        | "Coração Em Desalinho"          |
| 2016   | Sambabook - Jorge Aragão          | Jorge Aragão                   | "Do Fundo Do Nosso Quintal"     |
| 2016   | Alma Brasileira                   | Diogo Nogueira                 | "Beiral"                        |

### Trilhas sonoras
| Ano  | Música                                                            | Álbum                                  |
| ---- | ----------------------------------------------------------------- | -------------------------------------- |
| 2003 | "Tristesse" tema de Manuela de Paula Ferreira (Camila Morgado)    | A Casa das Sete Mulheres               |
| 2004 | "Encontros E Despedidas" tema de abertura                         | Senhora do Destino                     |
| 2004 | "Agora Só Falta Você"                                             | After the Sunset (Ladrão de Diamantes) |
| 2005 | "Feliz" tema de Ornela (Vera Holtz)                               | Belíssima                              |
| 2007 | "Caminho Das Águas" tema de abertura                              | Amazônia, de Galvez a Chico Mendes     |
| 2007 | "Tá Perdoado" tema de Maria Eva (Letícia Spiller)                 | Duas Caras                             |
| 2010 | "Inquieta, Tonta E Encantada" tema de Regeane (Viviane Pasmanter) | Tempos Modernos                        |
| 2011 | "Coração Em Desalinho" tema de abertura                           | Insensato Coração                      |
| 2012 | "Cupido" tema de Jorginho (Cauã Reymond) e Débora (Nathália Dill) | Avenida Brasil                         |
| 2012 | "Me Deixas Louca" tema de Bianca (Cléo Pires)                     | Salve Jorge                            |
| 2014 | "Rumo Ao Infinito" tema de Tina (Elizabeth Savalla)               | Alto Astral                            |
| 2016 | "Dengosa"                                                         | Êta Mundo Bom!                         |

## Videografia

### Videoclipes
| Ano  | Titulo                     | Álbum             |
| ---- | -------------------------- | ----------------- |
| 2003 | "Cara Valente"             | Maria Rita        |
| 2005 | "Feliz"                    | Segundo           |
| 2008 | "Num Corpo Só"             | Samba Meu         |
| 2008 | "Não Deixe O Samba Morrer" | DVD Samba Meu     |
| 2014 | "Rumo Ao Infinito"         | Coração A Batucar |
| 2015 | "Bola Pra Frente"          | Coração A Batucar |